# Одеса (баскетбольний клуб)
Баскетбольний клуб «Одеса» — український баскетбольний клуб з Одеси, заснований у 1992 році під назвою «БІПА-Мода». Чотириразовий чемпіон  Суперліги України.

## Назва
- «БІПА-Мода» 1992—1996
- «БІПА-Мода-СКА» 1996—1999
- МБК «Одеса» 1999—2006
- БК «Одеса» 2006—2015
- ОБК «БІПА-Одеса» 2015—2016
- БК «Одеса» 2018—донині

## Історія
Професійний баскетбольний клуб в Одесі започатковано 19 червня 1992 року. Біля джерел клубу стояли його президент Аркадій Табачник та засновник Петро Кріс, співвласники українсько-німецького підприємства «БІПА-Мода». Новостворена команда отримала таку саму назву. У середині сезону 1992/1993 до «БІПА» приєдналася низка гравців та тренерів з іншої одеської команди — «Баскод». Оновлений колектив, який очолив Віталій Лебединцев, у своєму першому сезоні вигравши 40 матчів із 44-х, став чемпіоном Першої ліги. Також «БІПА-Мода» здобула перший свій трофей — Кубок України.
У першому колі першості 1993/1994, у своєму першому сезоні у Вищій лізі, новобранці класу найсильніших двічі обіграли в Одесі дворазових чемпіонів України — баскетболістів київського «Будівельника» та закінчили перше коло чемпіонату перемогою. У підсумку команда завершила сезон на третій позиції — у серії плей-оф за третє місце «БІПА-Мода» обіграла донецький «Шахтар». Успіхи в сезоні дозволили одеситам заявитися на міжнародні матчі Єврокубків.
Незважаючи на очевидні успіхи клубу, напередодні сезону 1994/1995 керівництво приймає рішення затвердити тандем тренерів Володимира Родовинского та заслуженого тренера Білорусі Валентина Вороніна. Тим не менш, невдалий старт сезону призводить до того, що спочатку йде Родовінський, а Воронін після короткочасної самостійної роботи зміщується на позицію другого тренера. Головним же наставником клубу стає німецький фахівець Штефан Кох. У результаті пертурбації на тренерському містку покращуються і результати команди. «БІПА-Мода» закінчує сезон на четвертому місці.
У сезоні 1995/1996 головним тренером команди призначили Олега Гойхмана, який намагався стабілізувати кадрову ситуацію в клубі. Але час, відведений творчий пошук, виявився не безмежним, й у результаті команда опускається на п'яте місце.
У сезоні 1996/1997 на тренерський місток «БІПИ» був запрошений найвідоміший його наставник — заслужений тренер СРСР і Росії Юрій Селіхов, відомий за роботою зі збірними СРСР та Росії, а також з московським ЦСКА. У межах селекційної роботи було запрошено баскетболістів Томаса Макгі та центрового Олександра Окунського. Команда впевнено рухалася турнірними сходами, але у фінальній серії плей-оф, двічі обігравши вдома київський колектив «Будівельник-Хорда», тричі поступилася в гостях, тим самим поступившись киянам у боротьбі за «золото» Суперліги.
Проте вже наступного сезону 1997/1998 одеський клуб уперше стає чемпіоном України. Перед початком сезону Селіхов запросив до команди найдосвідченіших гравців збірної України — Ігоря Харченка та  Леоніда Яйла, а також одного з плеймейкерів збірної Литви — Томаса Почесаса. У підсумку перевага «БІПА-Моди» над своїми суперниками виявилася настільки великою, що у фінальній серії команда грала лише три матчі і здобула чемпіонство фактично без боротьби. Баскетбольна команда «БІПА-Мода», а пізніше СКА «БІПА-Мода», за шість років перетворилася на фаворита всіх українських змагань та поступово входила до лав грандів європейського баскетболу. 
2 грудня 1997 року від кулі найманого вбивці на 51-му році життя загинув президент і засновник БК «БІПА-Моди» Аркадій Борисович Табачник. Вражена та знекровлена команда знаходить у собі сили довести сезон 1997/1998 до переможного кінця. Тим не менш, у міжсезоння клуб залишає низка провідних гравців, а також її тренер Юрій Селіхов.
З того часу в Одесі в період літнього міжсезоння проводиться баскетбольний турнір Меморіал Аркадія Табачника, в якому зустрічаються найкращі колективи міста.
Після відходу Селіхова до тренерської роботи повертається колишній керівник колективу — Віталій Лебединцев, якому довелося збирати команду буквально частинами. Але постійні проблеми з фінансуванням та невизначеність не дають гравцям грати на повну силу.
Сезон 1998/1999 ознаменувався переходом клубу «БІПА-Мода» у статус муніципального та зміною назви на МБК «Одеса». Президентом став Руслан Боделан — міський голова Одеси. Виникла надія на вирішення проблеми стабільного фінансування команди — головної проблеми більшості спортивних організацій пострадянського простору. З новими силами та оновленим складом (як гравців, так і тренерів) команда була налаштована дуже серйозно, про що говорить перемога у Фіналі над київським ЦСКА.
Це показали і фінальні матчі національного чемпіонату 1999/2000. Знадобилося п'ять ігор, щоб з'ясувати стосунки між одеситами та БК Київ — «командою Сашка Волкова». Незважаючи на значну різницю у фінансових можливостях клубів, «Одеса» не здавалася до кінця. І хоча перше місце дісталося столичним «знаменитостям», головний тренер МБК «Одеса» Віталій Лебединцев в інтерв'ю газеті «Одеса-Спорт» невдовзі після закінчення чемпіонату міг з чистою совістю заявити: «Мене не залишає відчуття, що ми виграли фінал.»
Сезон 2000/2001 є найбільш вдалим в історії клубу: МБК «Одеса» став чемпіоном та володарем Кубка України. Одесити здобули перший європейський трофей — Кубок Виклику NEBL, а одеський Палац спорту удостоюється приймати «Фінал чотирьох» цього турніру, обійшовши у суперечці за цю подію Арену БК «Спартак» із Санкт-Петербурга. На жаль, практично всі гравці покинули команду в міжсезоння, і вже вкотре в Одесі створюється нова команда, тренувати яку наступного сезону треба було Валентину Вороніну. У міжсезоння у МБК «Одеса» з'являється фарм-клуб, де грають молоді вихованці одеського баскетболу.
Сезон 2001/2002 також вийшов золотим для нашої команди – одесити відстояли свій титул найкращого клубу країни, ставши чотириразовими чемпіонами України. Одесити отримали право виступати в основній сітці NEBL, де в перший рік змогли виступити гідно, пройшовши до другого раунду змагань. Тепер, перед новою командою, стояли вже більш серйозні завдання. Крім того, що вже навіть не обговорювалося, перемога в чемпіонаті України, керівництво команди поставило завдання успішно виступати у NEBL та у розіграшах FIBA.
У сезоні 2002/2003 МБК «Одеса» посіла третє місце в регулярному чемпіонаті, що зводить колектив з новим принциповим суперником з міста-супутника Одеси — Південного Баскетбольного Клубу «Хімік», що належить Одеському припортовому заводу. 2002 рік започатковує новий феномен українського баскетболу — Чорноморське дербі. У цьому поєдинку одесити беруть гору та успішно доходять до фіналу Суперліги. Однак цього разу «золото» дісталося майбутньому володареві серії з сьоми чемпіонств поспіль — маріупольському Азовмашу, який набирав обертів.
Обіцянки грошей не можуть утримати гравців і клуб поступово скочується в середняки. Йдуть усі новоприбулі тренери та гравці, а реалізації поставленого завдання як не було, так і немає. На тренерській посаді клубу з'являється Вадим Пудзирей. МБК «Одеса», незважаючи на труднощі, як і раніше, залишалось одним із грандів українського баскетболу. У серії плей-оф волею долі, після поразки від домінуючого на всіх фронтах Азовмаша, «Одеса» знову зустрічається з «Хіміком». У сезоні 2003/2004 перемога в матчі за третє місце дістається одеситам, як і «бронза» Суперліги. 
У сезоні 2004/2005 після регулярного чемпіонату команди грали не плей-оф, а груповий етап із 6 команд, які виявляли подальших восьми учасників плей-оф. МБК «Одеса» впевнено опинився у першій шістці, гарантувавши тим самим собі місце у матчах на вибуття. Але клуб у черговий раз чекала битва з сусідами у матчі за третє місце. БК «Хімік» здобув «суху» перемогу в серії (3-0), завоювавши свої перші медалі в Україні.
Відсутність фінансування та відсутність планомірних тренувань дається взнаки, у зв'язку з чим клуб відкидає все далі і далі в турнірній таблиці. Домашня арена — Одеський Палац Спорту часто здавався під різні заходи та виставки, через що команда мала проводити зустрічі на майданчиках суперників. Сезон 2005/2006 Одеса завершила на 10-му місці. Чергові вибори в країні принесли зміну в одеській міській раді. Клуб буквально перебував на межі розформування. До початку нового сезону МБК «Одеса» налічував у складі три гравці.
У сезоні 2006/2007 клуб перейшов у власність нових власників – компанії «Сінтез-Оіл» . Команду взяла під опіку група «Приват» та запросила на роль наставника Володимира Брюховецкого . Президентом клубу, який став називатися БК «Одеса», став Олег Леонідович Бичков. У команди з'явився дублюючий склад. Було створено дитячо-юнацький клуб «ДЮК Одеса». Проведено реконструкцію УСК «Краян», який зрештою став для команди домашньою ареною. Проте за підсумками сезону одесити зупинилися за крок від зони плей-оф. Тоді від БК Кривбассбаскет і МБК Миколаїв, які посіли сьоме і восьме місця, команду Брюховецького відокремило лише одне очко. Цього вистачило, щоб керівництво вирішило змінити тренера, повернувши до Одеси досвідченого Юрія Селіхова.
У сезоні 2011/2012 клуб повертається у фаворити чемпіонату. Підписуються баскетболісти Джастін Лав разом з Шоном Кінгом і американцем Віллі Діном. Вдома команда бере гору в 17-ти із 22-х протистоянь. Провідні гравці регулярно потрапляють у п'ятірку тижня та місяця. БК «Одеса» стає учасником Фіналу чотирьох Кубка Суперліги в Южному, в якому правда поступається запорізькому Ферро і пожертвувавши матчем за третє місце, виставивши гравців дубля, починає готуватися до заключних зустрічей регулярного чемпіонату. Картину затьмарив скандал із виходом у лютому з клубу Віллі Діна. У фінальній битві за 4 місце в регулярному чемпіонаті одесити поступаються вдома в матчі проти Кривбасбаскету і в підсумку посідають сьомий рядок, який зводить клуб із нинішнім володарем кубка — Будівельником. Проте кияни зустріли дуже сильний опір в особі БК «Одеса» та для з'ясування переможця знадобились усі 5 ігор. Кияни перемогли, але сил поборотися за медалі їхній клуб вже не мав. Головний тренер Одеси Олег Юшкін, після вдалих виступів колективу, підписує довгостроковий контракт із клубом терміном на 5 років.
Початок сезону 2012/2013 обертається повним провалом для «Одеси». Дубль команди розформовується і частина молодих гравців переходить в оренду в БК «Торнадо», який виступає у Вищій Лізі України. На місце легіонерів, що пішли, беруться молоді гравці з NCAA які не справляються з пресингом українського чемпіонату. Контракт терміном на два роки з клубом підписує одесит, гравець збірної України Андрій Агафонов. Але зусиль окремих гравців не вистачає на повну силу і до кінця першого кола команда скочується на дно турнірної таблиці. Але після Нового Року ситуація змінюється на краще. Молодих легіонерів замінюють досвідчені захисники Брейзлтон та Кольєвич, а також центровий збірної Латвії Каспарс Ципрус. Команда починає вибиратися з останніх рядів і здобуває низку перемог над куди сильнішими суперниками. На жаль, провал на початку сезону виявився дуже великим і за 6 ігор до кінця регулярного чемпіонату команда втрачає останній шанс на вихід у плей-оф. 
Сезон 2013-2014 розпочався з вдалих трансферів, які відіграли вагому роль в грі команди. Здолавши 15 перемог команда зайняла 6 місце і пробилася в плей-оф. Де програла в серії 2:0 Азовмашу.
Сезон 2014-2015 вийшов провальним. БК «Одеса» займає 9 місце в чемпіонаті. В сезоні отримали 8 перемог. 
Сезон 2015-2016 розпочаався зі зміни назви команди на БК «БІПА-МОДА», також змінився власник клубу — Розенцвіт Григорій Володимирович. З новим президентом в команди було більше можливостей, трансфери гравців були на високому рівні. Результати не стали чекати «БІПА-МОДА». В плей-оф команда програла в серії Кривбасу (2:0) і зайняли 7 місце в чемпіонаті України.
Сезон 2016-2017 БК «БІПА-МОДА» завершив на 5 місці де здобув 14 перемог, але в плей-оф програли Черкаським Мавпам.

## Титули

### Україна
- Чемпіон України: 1998, 1999, 2001, 2002;

- Срібний призер чемпіонату України: 1997, 2000, 2003;

- Бронзовий призер чемпіонату України: 1994, 2004, 2023;

- Кубок України: 1993, 2001;
- Кубок України: 2009, 2019;
- Кубок УБЛ: 2009.

### Європа
- НЕБЛ: 2001.

## Сезони
| Сезон   | Ліга       | Місце | Кубок                      | Виступи в Європі                                           |
| ------- | ---------- | ----- | -------------------------- | ---------------------------------------------------------- |
| 1992/93 | Перша ліга | 1     | Кубок України— Переможець  |                                                            |
| 1993/94 | Суперліга  | 3     |                            | Єврокубок- Попередній Етап II.                             |
| 1994/95 | Суперліга  | 4     |                            | Кубок Корача - Попередній Етап III.                        |
| 1995/96 | Суперліга  | 5     | Кубок України— 1/2 фіналу. | Кубок Корача - Попередній Етап I.                          |
| 1996/97 | Суперліга  | 2     | Кубок України— 1/2 фіналу. | Кубок Корача - Груповий етап.                              |
| 1997/98 | Суперліга  | 1     | Кубок України— 1/2 фіналу. | Кубок Сапорти - 1/16 фіналу.                               |
| 1998/99 | Суперліга  | 1     |                            | Кубок Сапорти - Груповий етап.                             |
| 1999/00 | Суперліга  | 2     |                            | Кубок Сапорти - Груповий етап.                             |
| 2000/01 | Суперліга  | 1     | Кубок України— Переможець  | Кубок Виклику — Переможець.                                |
| 2001/02 | Суперліга  | 1     |                            | Північноєвропейська баскетбольна ліга NEBL — Другий Раунд. |
| 2002/03 | Суперліга  | 2     |                            | Ліга чемпіонів ФІБА - Груповий етап.                       |
| 2003/04 | Суперліга  | 3     |                            | Євровиклик- Груповий етап.                                 |
| 2004/05 | Суперліга  | 4     |                            | Єврокубок - 1/4 фіналу.                                    |
| 2005/06 | Суперліга  | 10    |                            |                                                            |
| 2006/07 | Суперліга  | 9     | Кубок України— 1/4 фіналу. |                                                            |
| 2007/08 | Суперліга  | 9     | Кубок України— 1/4 фіналу. | Євровиклик- Попередній Етап I.                             |
| 2008/09 | Суперліга  | 4     | Кубок України— Фіналіст.   |                                                            |
| 2009/10 | Суперліга  | 8     | Кубок України— 1/4 фіналу. |                                                            |
| 2010/11 | Суперліга  | 10    |                            |                                                            |
| 2011/12 | Суперліга  | 7     | Кубок України— 3 місце.    |                                                            |
| 2012/13 | Суперліга  | 12    |                            |                                                            |
| 2013/14 | Суперліга  | 6     | Кубок України— 1/4 фіналу. |                                                            |
| 2014/15 | Суперліга  | 9     |                            |                                                            |
| 2015/16 | Суперліга  | 7     | Кубок України— 1/4 фіналу. |                                                            |
| 2016/17 | Суперліга  | 5     | Кубок України— 1/2 фіналу. |                                                            |
| 2017/18 | Суперліга  | 5     | Кубок України— 1/2 фіналу. |                                                            |
| 2018/19 | Суперліга  | 6     | Кубок України— Фіналіст.   |                                                            |
| 2019/20 | Суперліга  | 5     | Кубок України— 1/2 фіналу. |                                                            |
| 2020/21 | Суперліга  | 9     | Кубок України— 1/8 фіналу. |                                                            |
| 2021/22 | Суперліга  | 10    |                            |                                                            |
| 2022/23 | Суперліга  | 3     |                            |                                                            |

### Рекордні перемоги
- Найбільша перемога в усіх змаганнях:
  - 174:86 (+88) — проти «Училище фізкультури» (Харків), Перша ліга, 31 січня 1993 року, Одеса.

### Матчеві рекорди та статистика
- Найбільша кількість набраних очок в одній грі: 53 — Сергій Пінчук (16.04.1997 Ферро — БІПА-Мода-СКА 109:76)

## Рекордсмени

### Гравці з найбільшою кількістю матчів
| Місце | Баскетболіст       | Матчі | Роки виступів                              |
| ----- | ------------------ | ----- | ------------------------------------------ |
| 1.    | Вадим Пудзирей     | 533   | 1992-2003                                  |
| 2.    | Олег Юшкін         | 506   | 1994-1999, 2002—2004, 2007—2010            |
| 3.    | Геннадій Кузнєцов  | 426   | 1994-1999, 2001—2004, 2006—2008, 2010—2011 |
| 4.    | Андрій Другачонок  | 405   | 1992-1998, 1999—2000, 2001—2005            |
| 5.    | Станіслав Балашов  | 335   | 1997-1999, 2007—2008, 2009-                |
| 6.    | Олег Ткач          | 292   | 1999-2001, 2002—2006                       |
| 7.    | Ярослав Зубрицький | 286   | 1999-2001, 2002—2005                       |
| 8.    | Євгеній Аннєнков   | 282   | 2000-2001, 2004—2006, 2011—2013            |
| 9.    | Ігор Харченко      | 170   | 1997-1999, 2001—2002                       |
| 10.   | Михайло Мельников  | 167   | 1995-2000, 2001                            |

### Гравці з найбільшою кількістю очок
| Місце | Баскетболіст        | Очки | Роки виступів                              |
| ----- | ------------------- | ---- | ------------------------------------------ |
| 1.    | Вадим Пудзирей      | 7664 | 1992-2003                                  |
| 2.    | Олег Юшкін          | 4528 | 1994-1999, 2002—2004, 2007—2010            |
| 3.    | Геннадій Кузнєцов   | 4514 | 1994-1999, 2001—2004, 2006—2008, 2010—2011 |
| 4.    | Ярослав Зубрицький  | 3615 | 1999-2001, 2002—2005                       |
| 5.    | Андрій Другачонок   | 3475 | 1992-1998, 1999—2000, 2001—2005            |
| 6.    | Євгеній Аннєнков    | 2925 | 2000-2001, 2004—2006, 2011—2013            |
| 7.    | Станіслав Балашов   | 2643 | 1997-1999, 2007—2008, 2009-                |
| 8.    | Олег Ткач           | 2619 | 1999-2001, 2002—2006                       |
| 9.    | Віталій Усенко      | 2341 | 1994-1995, 1999—2001                       |
| 10.   | Олександр Окунський | 2619 | 1996-1998, 2004—2005                       |

Примітка. Враховано усі офіційні турніри, в яких брав участь одеський клуб, — чемпіонат України, Українська баскетбольна ліга, Кубок України, Кубок УБЛ, Кубок Суперліги і єврокубки. Через відсутність повних даних не були враховані: вересневий турнір 1992 року за право грати у першій лізі, Перша ліга сезону 1992/93 і чемпіонат УБЛ 1994/95

## Відомі гравці

### Гравці, внесені в залу слави клубу
| - № 5 Вадим Пудзирей - № 4 Олег Юшкін |

### Визначні гравці
| - Микола Хряпа - Ігор Молчанов - Леонід Яйло - Ярослав Зубрицкий |  | - Олександр Окунський - Вадим Матюкевич - Олег Ткач - Євген Анненков |  |  |

### Легіонери
| - Томас Пачесас - Едмундс Валейко - Томас Макгі - Едді Барлоу - Отіс Хілл |  | - Вейн Уоллос - Джон Де Гроут - Джеррелл Блессінгейм - Віллі Дін - Шон Кінг - Гарт Джозеф |

## Головні тренери
| - Віталій Лебединцев: (1992—1994) - Володимир Родовинський: (1994) - Валентин Воронин в.о.: (1994—1995) - Штефан Кох: (1995) - Олег Гойхман: (1995—1996) - Юрій Селіхов: (1996—1998) - Віталій Лебединцев: (1998—2001) |  | - Валентин Воронин: (2001—2003) - Вадим Пудзирей: (2003—2006) - Володимир Брюховецький: (2006—2007) - Юрій Селіхов: (2007—2008) - Андрій Другачонок в.о.: (2008) - Вадим Пудзирей в.о.: (2008) - Віталій Лебединцев: (2008—2010) - Олег Юшкін: (2010—2015) - Вадим Пудзирей: (2015—2017) - Олег Юшкін: (2017—наш час) |